# Amaimon
L’amaimon est une langue papoue parlée en Papouasie-Nouvelle-Guinéedans la province de Madang.

## Classification
L'amaimon fait partie des langues croisilles une de groupes constituant les langues madang, une des familles de langues de l'ensemble trans-nouvelle-guinée.

## Écriture
| Majuscules | A   | B   | D   | E   | G   | I   | J    | K   | L   | M   | N   | Ng  | O   | P   | R   | S   | T   | U   | W   | Y   | Z   |
| Minuscules | a   | b   | d   | e   | g   | i   | j    | k   | l   | m   | n   | ng  | o   | p   | r   | s   | t   | u   | w   | y   | z   |
| Phonèmes   | /a/ | /b/ | /d/ | /e/ | /ɡ/ | /i/ | /dz/ | /k/ | /l/ | /m/ | /n/ | /ɳ/ | /o/ | /p/ | /ɾ/ | /s/ | /t/ | /u/ | /w/ | /y/ | /z/ |

## sources
- Pat Lillie, Amaimon Organised Phonology Data, Ukarumpa, SIL International, 2001 (lire en ligne).